# 다케오시
다케오시(일본어: 武雄市)는 일본 사가현 서부에 있는 시이며 다케오 온천이 있는 곳으로 알려져 있다. 2006년 3월 1일에 인접하는 야마우치정·기타가타정과 합병해 새로운 다케오시가 되었다.

## 지리
사가현 서부에 있고 사가시에서 서쪽으로 약 28km, 사세보시에서 동쪽으로 30km 떨어진 곳에 위치한다. 지형은 낮은 산과 분지와 강가의 평지가 뒤얽혀 있다. 남동부 다케오 분지의 서쪽 끝과 서부 분지에 인구가 집중되어 있다. 다른 지역은 산지이다.

## 인접하는 자치체
- 사가현
  - 다쿠시
  - 가라쓰시
  - 이마리시
  - 우레시노시
  - 기시마군 시로이시정·오마치정
  - 니시마쓰우라군 아리타정

- 나가사키현
  - 히가시소노기군 하사미정

## 역사
- 1889년 4월 1일 - 정촌제 시행으로 현재의 시역에 다케오정·다케오촌·아사히촌·다케우치촌·기쓰촌·히가시카와노보리촌·니시카와노보리촌·와카기촌·나카토촌·스미요시촌·기타가타촌·하시시타촌이 성립하였다.
- 1900년 6월 7일 - 다케오촌이 다케오정에 편입되었다.
- 1944년 4월 29일 - 기타가타촌이 정으로 승격해 기타가타정이 되었다.
- 1954년 4월 1일 - 다케오정·아사히촌·다케우치촌·기쓰촌·히가시카와노보리촌·니시카와노보리촌·와카기촌이 신설 합병해 다케오시가 성립하였다. 나카토촌·스미요시촌이 합병해 야마우치촌이 되었다.
- 1956년 4월 1일 - 하시히타촌이 기타가타정·시로이시정에 분할 편입되었다.
- 1960년 9월 1일 - 야마우치촌이 정으로 승격해 야마우치정이 되었다.
- 2006년 3월 1일 - 다케오시·기타가타정·야마우치정이 신설 합병해 다케오시가 되었다.

## 산업

### 공업
도자기 생산이 활발하다. 옛 다케오 시내를 중심으로 다케오코카라쓰 도자기(武雄古唐津焼)의 가마가 많이 입지한다. 야마우치정은 아리타정과 인접하기 때문에 아리타 도자기의 가마가 많이 입지하여 도자기 생산이 활발하다.

### 농업
면적의 약 23%가 논밭으로 시내 전역에서 농업이 이루어지고 있다. 주된 농산물은 쌀이다.

## 교통

### 철도
- 규슈 여객철도 사세보선

### 도로
- 나가사키 자동차도
- 국도 34호선
- 국도 35호선
- 국도 498호선